# Бундио, Грегорио
Грего́рио Лу́сио Бу́ндио Ну́ньес (исп. Gregorio Lucio Bundio Núñez; 14 мая 1928, Авельянеда, Буэнос-Айрес — 7 марта 2015, Санта-Текла) — аргентинский футболист и футбольный тренер. Был известен тем, что вывел сборную Сальвадора на чемпионат мира 1970 года и по работе со многими сальвадорскими клубами.

## Биография

### Игровая карьера
В течение семи сезонов Бундио играл на родине за «Индепендьенте», а затем уехал в Сальвадор, где играл за «Атлетико Марте» и «Депортиво Драгон».

### Тренерская карьера
Завершив карьеру, Бундио возглавил в качестве главного тренера «Драгон». Затем он работал с клубами «Агила» и «Альянса». В 1965 году возглавил УЭС, с которым в 1966 году добился второго места в чемпионате страны, а чемпионский титул выиграла «Альянса». В последующие годы между этими клубами возникло историческое соперничество, которое продолжается до сих пор. Бундио известен тем, что вывел сборную Сальвадора на первый для неё чемпионат мира в истории. Из-за конфликта с местной федерацией по поводу присутствия в команде некоторых игроков он не работал на том турнире и его сменил Эрнан Карраско. Затем он работал главным тренером «Атлетико Марте» и клуба «Адлер».
Среди футбольных клубов с которыми он работал были «Атланте», ФАС, «Сонсонате».

### Смерть
Скончался 7 марта 2015 года в Санта-Текле в возрасте 86 лет.